# Ферапонтіївка
Ферапо́нтіївка, Ферапонтівка (рум. Ferapontievca укр.Ферапонтіївка) — українське село Комратського округу автономного регіону Гагаузія, у складі Молдови, утворює окрему комуну.
В селі народився радянський і аргентинський геолог письменник Моісей Кантор.
| Національність  | Кількість осіб | Частка, % |
| --------------- | -------------- | --------- |
| українці        | 397            | 49,13     |
| гагаузи         | 272            | 33,66     |
| молдовани       | 44             | 5,45      |
| росіяни         | 42             | 5,20      |
| цигани          | 24             | 2,97      |
| болгари         | 19             | 2,35      |
| інші/не вказали | 10             | 1,24      |
| всього          | 808            | 100       |

| Мова            | Кількість осіб | Частка, % |
| --------------- | -------------- | --------- |
| російська       | 624            | 77,23     |
| українська      | 104            | 12,87     |
| гагаузька       | 23             | 2,85      |
| циганська       | 6              | 0,74      |
| інші/не вказали | 51             | 6,31      |
| всього          | 808            | 100       |